# Everyman

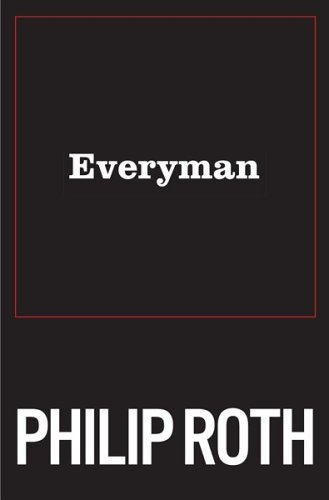
Capa da primeira edição

Everyman (Brasil: Homem comum / Portugal: Todo-o-mundo) é um romance de autoria do escritor norte-americano Philip Roth publicado em Abril de 2006 pela editora Houghton Mifflin. No Brasil, o livro foi publicado pela Companhia das Letras, com tradução de Paulo Henrique Britto, em 2007 e em Portugal foi publicado pela Dom Quixote, com tradução de Francisco Agarez, também em 2007.

## Sumário
Neste pequeno romance com pouco mais de 120 páginas Philip Roth trata de temas centrais da existência humana tais como morte, velhice, desejos, arrependimentos e doenças. O autor conta a história do protagonista, propositadamente sem nome para ressaltar o tom de universidalidade de seu romance, através de suas doenças da infância à sua velhice, como um confronto permanente do homem com sua mortalidade só terminando com o triunfo da morte, ela que "avassala tudo" por onde passa.

## Peça Everyman
O título Everyman foi tirado por Philip Roth de uma peça inglesa do século XV. Trata-se uma alegoria cristã sobre a morte.

## Prêmios
- PEN/Faulkner Award for Fiction (2007)

## Ligações Externas
- «Trecho da entrevista do escritor à Folha de S.Paulo»
- Áudio de Philip Roth falando sobre Homem Comum